# Marie-Louise de Bulgarie
Pour les articles homonymes, voir Marie-Louise.
Marie-Louise de Bulgarie ou Maria Luisa Sakskoburggotska (en bulgare : Мария Луиза Българска ou Мария Луиза Сакскобургготска), née le 13 janvier 1933 à Sofia, est une princesse (kniaginia) bulgare, fille du tsar Boris III et de la tsarine Jeanne de Bulgarie et sœur aînée de Siméon II de Bulgarie.

## Biographie
Après l'abolition de la monarchie en 1946, la princesse Marie-Louise a quitté le pays avec sa mère et son frère. Ils ont d'abord vécu en Égypte, ou son grand père maternel le roi Victor-Emmanuel III d'Italie était exilé, et ensuite en Espagne.

### Mariages et enfants
Elle épouse le prince Charles de Linange (en) (1928-1990) lors d'une cérémonie civile le 14 février 1957 à Amorbach suivi du mariage religieux le 20 février 1957 à Cannes. Le couple a deux fils :
- le prince Charles Boris de Linange (né en 1960) ;
- le prince Hermann Friedrich de Linange (en) (né en 1963)[1].

Le mariage de Charles et Marie-Louise est dissous le 4 décembre 1968.
Le 16 novembre 1969, elle épouse en secondes noces à Toronto (Canada) Bronisław Tomasz Andrzej Chrobok (né le 27 août 1933 à Katowice, en Pologne et mort le 30 juin 2025 à Madison). Ils vivent actuellement dans le New Jersey (États-Unis), et ont une fille et un fils :
- la princesse Alexsandra Nadejda de Koháry (née Chrobok, le 14 septembre 1970 à Toronto, au Canada), épouse le 8 septembre 2001 à Cascais (Portugal), Jorge Champalimaud Raposo de Magalhães (né le 16 septembre 1970), petit-neveu du milliardaire portugais António de Sommer Champalimaud et descendant de João de Magalhães, seigneur de Ponte da Barca, cousin issu de germain du navigateur Ferdinand de Magellan[3],[4]. Ils ont trois enfants : 
  - le prince Luis de Magalhães de Koháry (né le 15 décembre 2003) ;
  - la princesse Giovanna de Magalhães de Koháry (née le 27 novembre 2006) ;
  - la princesse Clémentine Maria Carolina Antonia de Magalhães de Koháry[5],[6] (née le 21 avril 2010).
- le prince Pawel Alastair Antoni de Koháry (né Chrobok, le 3 mai 1972 à Toronto, au Canada), marié à Ariana Oliver Mas. Ils ont un garçon et une fille : 
  - la princesse Maya de Koháry (née en 2015) ;
  - le prince Alexander de Koháry (née en 2017).

### Princesse de Koháry
Le titre princier de Koháry est cédé le 11 juin 2012 par l'ex-roi Siméon II à sa sœur, la princesse Marie-Louise, et aux descendants de son deuxième mariage.
Après le changement des lois de succession en primogéniture absolue par son frère Siméon II de Bulgarie, la princesse Marie-Louise devient chef de la maison de Saxe-Cobourg et Gotha-Koháry.

### Vie professionnelle
La princesse Marie-Louise est membre du conseil d'administration de l'Université américaine en Bulgarie.
Le 13 mai 2012, à la cérémonie d'ouverture, la princesse Marie-Louise a reçu un doctorat honoris causa en lettres humaines de l'université américaine de Bulgarie.

## Titres et honneurs

### Titres
- 13 janvier 1933 – 11 juin 2012 : Son Altesse Royale la princesse Marie-Louise de Bulgarie, princesse de Saxe-Cobourg et Gotha-Koháry, duchesse en Saxe ;
- depuis le 11 juin 2012 : Son Altesse Royale la princesse Marie-Louise de Bulgarie, princesse de Saxe-Cobourg et Gotha-Koháry, duchesse en Saxe, 9e princesse de Koháry.

### Honneurs

#### Honneurs dynastiques
- Maison de Saxe-Cobourg et Gotha-Koháry : Chevalier grand-croix de l'ordre de Saint-Alexandre.

#### Honneurs étrangers
- Ordre souverain de Malte : Dame grand-croix d'honneur et de dévotion de l'ordre souverain militaire et hospitalier de Saint-Jean de Jérusalem, de Rhodes et de Malte[11].